# Лауренсия
«Лауренсия» — балет в 3 актах 4 картинах Александра Крейна. Либретто Евгения Мандельберга по драме Лопе де Веги «Фуэнте Овехуна» («Овечий источник»).

## История создания
Балет был важным шагом в создании советского балетного репертуара, который должен был удовлетворять идеологическим требованиям, предъявляемым к советскому искусству. Объективно эти требования способствовали развитию этого достаточно консервативного вида искусства: создавался новый тип героико-драматического балета, повышалась роль изображавшего народные массы кордебалета, который из пассивного фона превращался в активного участника спектакля, появился массовый мужской танец, что поднимало требования к мастерству кордебалета. Требования к реализму спектакля привели к расширенному применению элементов народного танца и драматического мастерства исполнителей.
Постановка балета осуществлялась в обстановке массовых репрессий, которые были обращены на поиск врагов «среди своих». Даже при желании авторов удовлетворить идеологическим требованиям властей можно было получить негативную оценку. Так, поставленный Большим театром балет Дмитрия Шостаковича «Светлый ручей» из жизни советских колхозников подвергся серьёзной критике, которая имела и организационные последствия. Было решено, что в Большом театре должны ставиться только апробированные спектакли, а роль экспериментальной площадки, где состоялись премьерные постановки многих советских балетов, в том числе и «Лауренсии», досталась Ленинграду. В качестве драматической основы для балета была взята пьеса, которая многократно ставилась в театрах СССР, как пример зарубежной классики, служащий идеям социализма. Эта в прошлом не очень популярная пьеса классика испанской драматургии Лопе де Веги была запрещена в Испании и не ставилась за её пределами. Исключение составила Россия, где она была поставлена в Малом театре в 1876 году и вскоре запрещена цензурой, вновь она была извлечена на свет в 1919 году в Киеве выдающимся российским и грузинским режиссёром Константином Марджановым (на грузинской сцене — Котэ Марджанишвили). Одним из основных новаторских устремлений этого режиссёра было создание синтетического театра, объединяющего драматическое искусство, оперу, балет и пантомиму, революционная эпоха добавила к этому и интерес к массовым действиям и зрелищам. Имевшие огромный успех постановки  «Овечьего источника» Марджановым были многократно растиражированы театрами страны. В условиях СССР пьеса интерпретировалась, как пьеса о борьбе испанских крестьян против феодалов. Возможно, на выбор пьесы оказали влияние интерес советского народа к проходящей в Испании гражданской войне и её постановка после многих лет запрета в республиканском Мадриде.
На тему этой же пьесы композитор Р. М. Глиэр написал балет «Дочь Кастилии», поставленный в 1955 году в Московском театре им. Станиславского и Немировича-Данченко.

## Содержание
Действующие лица:
- Командор.
- Эстеван.
- Лауренсия, его дочь.
- Хуан.
- Фрондосо, его сын.
- Менго.
- Хасинта.
- Паскуала.
- Флорес Ортуньо.
- Солдаты, крестьяне, крестьянки.

Действие происходит в испанской деревне Фуэнте Овехуна. Жители деревни ждут возвращения из похода местного феодала Командора. Жители надеются, что командор будет милостив, так как поход был удачным. Жители шутят по поводу Лауренсии и влюбленного в неё Фрондосо. Лауренсия тоже не прочь подразнить своего поклонника. Под скрипку местного музыканта Менго начинаются танцы молодежи. Под звуки военной музыки появляется Командор, народ приветствует его, но он не обращает внимания на приветствия. Он обращает своё внимание на красавицу Лауренсию. Командор приказывает народу разойтись, и оставляет только Лауренсию, на площади остается и её подруга Паскуала. Командор домогается Лауренсии, которая отвечает отказом, что вызывает его гнев. Командор приказывает солдатам задержать Лауренсию и Паскуалу, но девушкам удается убежать.
В лесу у ручья Фрондосо объясняется Лауренсии в любви, однако девушка отвечает ему уклончиво. Слышатся звуки охоты Командора. Он появляется перед Лауренсией и хочет её поцеловать. Фрондосо смело кидается на Командора и освобождает Лауренсию от ненавистного кавалера. Командор грозится отомстить им.
У ручья появляется группа девушек, пришедших стирать белье. Они не только стирают, но и заняты весёлой болтовней с Менго. На сцену вбегает Хасинта, которую преследуют солдаты. Менго смело заступается за Хасинту, вновь появившийся Командор приказывает схватить Менго, и отдаёт Хасинту солдатам.
Лауренсия, наконец, дает согласие стать женой Фрондосо. В деревне отмечают их свадьбу весёлыми плясками. Появившийся Командор обрывает веселье. Он мстит за непокорность и приказывает схватить Фрондосо и заключить его в тюрьму, а Лауренсию отвести к нему в замок. Народ приходит в ужас и негодование.
Мужчины собираются в лесу на ночную сходку. Понимая необходимость борьбы с тираном, они испытывают страх и нерешительность. Появляется Лауренсия, истерзанная, в рваной одежде, однако она полна гнева и пламенной воли к борьбе. Она призывает мужчин к восстанию. Она зажигает их сердца отвагой, деревенские женщины поддерживают Лауренсию. Народ вооружается чем попало и движется на штурм замка.
Освобождённый Фрондосо клянется отомстить Командору и в поединке убивает его. И затем поднимает плащ убитого тирана как знамя победы.

## Основные постановки
- 22 марта 1939 в Ленинградском театре оперы и балета им. С. М. Кирова. Балетмейстер В. М. Чабукиани. Режиссёр — Э. И. Каплан, художник С. Б. Вирсаладзе, дирижёр И. Э. Шерман. В ролях: Лауренсия — Н. М. Дудинская, Фрондосо — В. М. Чабукиани, Хасинта — Е. Г. Чикваидзе, Паскуала — Т. М. Вечеслова, Командор — Б. В. Шавров, Менго — М. М. Михайлов
- 11 августа 1940, в театре «Остров танца» в московском Центральном парке культуры и отдыха, балетмейстер А. В. Шатин, художники А. В. Власов, А. Брайт, Н. И. Бессарабова. В ролях: Лауренсия — К. В. Рыхлова, Фрондосо — Н. Д. Суворов
- 4 ноября 1941, Театр им. Кирова в эвакуации в Перми (Молотов), возобновление балетмейстером В. И. Пономарёвым постановки В. М. Чабукиани, художник Н. И. Альтман, дирижёр И. Э. Шерман; Лауренсия — Н. М. Дудинская, Фрондосо — К. М. Сергеев.
- 9 июня 1946, Театр им. Кирова, возобновление после возвращения из эвакуации, балетмейстер В. М. Чабукиани. художник С. Б. Вирсаладзе, дирижёр Е. А. Дубовской; Лауренсия — А. Я. Шелест, Фрондосо — А. А. Писарев, Хасинта — В. А. Осокина, Паскуала — О. М. Берг, Командор — Б. В. Шавров.
- 19 февраля 1956, Большой театр, балетмейстер Чабукиани, художник В. Ф. Рындин, дирижёр — Ю. Ф. Файер; Лауренсия — М. М. Плисецкая, Фрондосо — В. М. Чабукиани, Хасинта — Л. Я. Чадарайн, Паскуала — Р. С. Стручкова, Командор — С. Г. Корень.
- 1963, Большой театр на сцене Кремлёвского Дворца Съездов, возобновление; Лауренсия — Н. В. Тимофеева, Фрондосо — В. М. Чабукиани.
- 27 июля 1972, Театр им. Кирова, возобновление, дирижёр В. Г. Широков; Лауренсия — Н. Д. Большакова, Фрондосо — Н. И. Ковмир, Хасинта — Э. В. Минченок, Паскуала — Т. Н. Легат, Командор — А. В. Гридин.
- 5 июня 2010, Михайловский театр, в честь 100-летия Вахтанга Чабукиани, балетмейстер — Михаил Мессерер, дирижёр — Валерий Овсяников, сценография и костюмы Вадима Рындина воссозданы Олегом Молчановым (сценография) и Вячеславом Окуневым (костюмы). Лауренсия — Ирина Перрен, Фрондосо — Марат Шемиунов.

## Постановки в других театрах
- 1939 — Украинский театр оперы и балета имени Т. Г. Шевченко (Киев), балетмейстер — В. М. Чабукиани
- 1940 — Луганск
- 1941 — Государственный академический театр оперы и балета Латвийской ССР (Рига), балетмейстер Освалдс Леманис
- 1941 — Киргизский академический театр оперы и балета (Фрунзе), балетмейстер В. В. Козлов
- 1948 — Грузинский театр оперы и балета имени Палиашвили (Тбилиси), балетмейстер — В. М. Чабукиани, Лауренсия — Цигнадзе, Фрондозо — Чабукиани;
- 1948 — Туркменский театр оперы и балета (Ашхабад), балетмейстер И. В. Ковтунов
- 1949 — Театр оперы и балета Латвийской ССР (Рига)
- 1949 — Национальная опера «Эстония» (Таллин), балетмейстер Анна Экстон
- 1950 — Саратовский театр оперы и балета, балетмейстер Т. Е. Рамонова.
- 1950 — Львовский театр оперы и балета имени И. Франко (Львов)
- 1950 — Пермский театр оперы и балета имени П. И. Чайковского, балетмейстер Ю. Ковалёв
- 1950 — Литовский театр оперы и балета (Вильнюс). балетмейстер М. Л. Сатуновский, художник — Р. Сонгайлайте
- 1951 — Куйбышевский театр оперы и балета
- 1951 — Башкирский государственный театр оперы и балета (Уфа), балетмейстер Пяри, Виктор Гансович
- 1952 — Одесский театр оперы и балета, балетмейстер Н. И. Трегубов.
- 1952 — Харьковский государственный академический театр оперы и балета имени Лысенко (Харьков) балетмейстер Н. В. Данилова
- 1952 — Таджикский театр имени Лахути (Душанбе), — балетмейстер Г. Р. Валамат-заде.
- 1952 — Софийская народная опера, балетмейстер Кираджиева, Нина (Надежда) Николова поставила балет как дипломный спектакль и исполнила партию Лауренсии
- 1953 — Татарский академический государственный театр оперы и балета имени Мусы Джалиля (Казань), балетмейстер К. Ф. Боярский
- 1953 — Бурятский музыкально-драматический театр (Улан-Удэ) Бурятском театре оперы и балета, балетмейстер — И. М. Хабаева, Фрондосо — Бадмаев.
- 1954 — Горьковский театр оперы и балета имени А. С. Пушкина, балетмейстер Г. И. Язвинский
- 1955 — Минск, балетмейстер С. В. Дречин
- 1955 — Башкирский театр оперы и балета (Уфа)
- 1955 — Саратовский театр оперы и балета им. Н. Г. Чернышевского, балетмейстер Адашевский, Валентин Тимофеевич
- 1956 — Азербайджанский театр оперы и балета им. М.Ф. Ахундова (Баку), балетмейстер Г. Г. Алмасзаде
- 1956 — Кошице, балетмейстер В. Ремар
- 1957 — Свердловский театр оперы и балета, балетмейстер Язвинский
- 1959 — Братислава, балетмейстер И. Зайко
- 1959 — Якутский Государственный музыкально-драматический театр им. П. А. Ойунского (Якутск), балетмейстер В. В. Козлов
- 1962 — Киргизский академический театр оперы и балета, Фрунзе, балетмейстер Э. Мадемилова
- 1962 — Молдавский театр оперы и балета (Кишинёв), балетмейстер М. Н. Лазарева, художник К. И. Лодзейский
- 1962/63 — Челябинский государственный академический театр оперы и балета имени М. И. Глинки (Челябинск), балетмейстер О. М. Дадишкилиани
- 1970 — Будапешт, балетмейстер В. М. Чабукиани
- 2014 — Большой театр оперы и балета Республики Беларусь (Минск), балетмейстер Нина Ананиашвили

## Некоторые исполнители ролей

### Фрондосо
- Выдающийся танцовщик Вахтанг Михайлович Чабукиани поставил балет и исполнил в нём главную мужскую партию во многих театрах страны, в частности, в Театре оперы и балета им. Кирова (Ленинград), Большом театре (Москва), Театре оперы и балета им. Палиашвили (Тбилиси)
- Бадмаев, Цыден-Еши — Бурятский театр оперы и балета (Улан-Удэ)
- Балабанов, Александр Петрович, Новосибирск
- Брегвадзе, Борис Яковлевич — Театр оперы и балета им. Кирова (Ленинград)
- Васильев, Иван Владимирович — Михайловский театр
- Гофман, Юрий Фёдорович — Театр оперы и балета им. Кирова с 1937. В 1942-59 — в Большом театре.
- Ковмир, Николай Иванович — Театр оперы и балета им. Кирова
- Лавровский, Михаил Леонидович — Большой театр (Москва)
- Плоом Антон Вячеславович — Михайловский театр (Санкт-Петербург)
- Писарев, Алексей Афанасьевич — Театр оперы и балета им. Кирова
- Саттаров, Фаузи Миннимуллович — Башкирский театр оперы и балета (Уфа)
- Сергеев, Константин Михайлович — Театр оперы и балета им. Кирова (Ленинград)
- Н. Д. Суворов — театр «Остров танца» (Москва)
- Фадеечев, Николай Борисович — Большой театр (Москва)
- Марат Шемиунов — Михайловский театр

### Лауренсия
- Первый исполнитель — Н. М. Дудинская — Театр оперы и балета им. Кирова
- Большакова, Наталия Дмитриевна — Театр оперы и балета им. Кирова
- Богомолова, Людмила Ивановна — Большой театр (Москва)
- Валитова, Набиля Гательхамитовна — Башкирский театр оперы и балета (Уфа)
- Векилова, Лейла Махат кызы — Театр оперы и балета им. Ахундова (Баку)
- Дубровина, Вера Андреевна — Саратовский театр оперы и балета
- Золотова, Наталья Викторовна — Горьковский театр оперы и балета
- Иордан, Ольга Генриховна — Театр оперы и балета им. Кирова (Ленинград)
- Карельская, Римма Клавдиевна — Большой театр (Москва)
- Кираджиева, Нина Николова — Софийская народная опера (Болгария)
- Колчакова, Люба — Софийская народная опера (Болгария)
- Лепешинская, Ольга Васильевна — Большой театр (Москва)
- Мелентьева, Галина Аркадьевна — Молдавский театр оперы и балета (Кишинёв)
- Моисеева, Ольга Николаевна — Театр оперы и балета им. Кирова (Ленинград)
- Осипова, Наталья Петровна — Михайловский театр
- Перрен, Ирина Владимировна — Михайловский театр
- Плисецкая, Майя Михайловна — Большой театр (Москва)
- К. В. Рыхлова — театр «Остров танца» (Москва)
- Сабаляускайте, Геновайте Константо — Театр оперы и балета Литовской ССР (Вильнюс)
- Сахьянова, Лариса Петровна — Бурятский театр оперы и балета (Улан-Удэ) 1953
- Семёнова, Юлия Семёновна — Бурятский театр оперы и балета (Улан-Удэ)
- Сулейманова, Гузель Галеевна — Башкирский театр оперы и балета (Уфа)
- Терехова, Татьяна Геннадьевна — Театр оперы и балета им. Кирова (Ленинград)
- Тимофеева, Нина Владимировна в Ленингр. театре оперы и балета им. Кирова в 1953-56 С 1956 — солистка Большого театра.
- Цигнадзе, Вера Варламовна — Театр оперы и балета им. Палиашвили (Тбилиси)
- Черменская, Клавдия Григорьевна — В 1939-44- Саратовского театра оперы и балета им. Чернышевского; в 1944—1965 Свердловского театра оперы и балета им. Луначарского.
- Шелест, Алла Яковлевна — Театр оперы и балета им. Кирова (Ленинград)
- Анжелина Воронцова — Михайловский театр

### Паскуала
- Первый исполнитель — Вечеслова, Татьяна Михайловна — Театр оперы и балета им. Кирова (Ленинград)
- Балабина, Фея Ивановна — Театр оперы и балета им. Кирова (Ленинград)
- Берг, Ольга Максимилиановна — Театр оперы и балета им. Кирова (Ленинград)
- Комлева, Габриэла Трофимовна — Театр оперы и балета им. Кирова (Ленинград)
- Кекишева, Галина Петровна — Театр оперы и балета им. Кирова (Ленинград)
- Валитова, Набиля Гательхамитовна — Башкирский театр оперы и балета (Уфа)
- Легат, Татьяна Николаевна — Театр оперы и балета им. Кирова (Ленинград)
- Строд, Ирена Карловна — Театр оперы и балета Латвийской ССР (Рига)
- Стручкова, Раиса Степановна — Большой театр (Москва)
- Шелест, Алла Яковлевна — Театр оперы и балета им. Кирова (Ленинград)
- Ломаченкова Анастасия Александровна - Михайловский театр

### Эстеван
- Леонтьев, Леонид Сергеевич — Театр оперы и балета им. Кирова (Ленинград)

### Хасинта
- Комлева, Габриэла Трофимовна — Театр оперы и балета им. Кирова (Ленинград)
- Мунгалова, Ольга Петровна — Театр оперы и балета им. Кирова (Ленинград)
- Тагирова, Майя Авзаловна- Башкирский театр оперы и балета (Уфа)
- Чикваидзе, Елена Георгиевна — Театр оперы и балета им. Кирова (Ленинград)
- В. А. Осокина — Театр оперы и балета им. Кирова (Ленинград)
- Л. Я. Чадарайн — Большой театр
- Минченок, Эмма Владимировна — Театр оперы и балета им. Кирова (Ленинград)
- Оксана Бондарева - Михайловский театр

### Хуан
- Солянников, Николай Александрович — Театр оперы и балета им. Кирова (Ленинград)

### Менго
- Первый исполнитель М. М. Михайлов — Театр оперы и балета им. Кирова (Ленинград)

### Командор
- Первый исполнитель Шавров, Борис Васильевич — Театр оперы и балета им. Кирова (Ленинград)
- Корень, Сергей Гаврилович — Большой театр
- Лапаури, Александр Александрович — Большой театр
- А. В. Гридин — Театр оперы и балета им. Кирова (Ленинград)
- Михаил Венщиков — Михайловский театр

### Испанские танцы
Н. А. Анисимова